# Oreophysa microphylla
Oreophysa microphylla là một loài thực vật có hoa trong họ Đậu. Loài này được (Jaub. & Spach) Browicz miêu tả khoa học đầu tiên.